# DDR-Badmintonmeisterschaft 1989
Die DDR-Badmintonmeisterschaft 1989 fand vom 27. bis zum 28. Mai 1989 in Greifswald statt. Es war die 29. Austragung der Titelkämpfe.

## Medaillengewinner
| Disziplin    | Gold                                                                        | Silber                                                     | Bronze                                                                   |
| ------------ | --------------------------------------------------------------------------- | ---------------------------------------------------------- | ------------------------------------------------------------------------ |
| Herreneinzel | Kai Abraham (EBT Berlin)                                                    | Holger Wippich (HSG DHfK Leipzig)                          | Thomas Bölke (HSG DHfK Leipzig)                                          |
| Herreneinzel | Kai Abraham (EBT Berlin)                                                    | Holger Wippich (HSG DHfK Leipzig)                          | Thomas Mundt (Einheit Greifswald)                                        |
| Dameneinzel  | Petra Michalowsky (Einheit Greifswald)                                      | Kerstin Bohn (Einheit Greifswald)                          | Monika Cassens (HSG Lok HfV Dresden)                                     |
| Dameneinzel  | Petra Michalowsky (Einheit Greifswald)                                      | Kerstin Bohn (Einheit Greifswald)                          | Petra Tobien (EBT Berlin)                                                |
| Herrendoppel | Thomas Mundt André Wiechmann (Einheit Greifswald)                           | Erfried Michalowsky Edgar Michalowski (Einheit Greifswald) | Andreas Benz Joachim Schimpke (HSG Lok HfV Dresden / Einheit Greifswald) |
| Herrendoppel | Thomas Mundt André Wiechmann (Einheit Greifswald)                           | Erfried Michalowsky Edgar Michalowski (Einheit Greifswald) | Dirk Hickl Kai Abraham (EBT Berlin)                                      |
| Damendoppel  | Monika Cassens Petra Michalowsky (HSG Lok HfV Dresden / Einheit Greifswald) | Angela Michalowski Kerstin Bohn (Einheit Greifswald)       | Petra Schubert Michaela Junker (Einheit Greifswald / BSG KWO Berlin)     |
| Damendoppel  | Monika Cassens Petra Michalowsky (HSG Lok HfV Dresden / Einheit Greifswald) | Angela Michalowski Kerstin Bohn (Einheit Greifswald)       | Petra Tobien Heike Heutzenröder (EBT Berlin)                             |
| Mixed        | Erfried Michalowsky Petra Michalowsky (Einheit Greifswald)                  | Kai Abraham Jacqueline Bolduan (EBT Berlin)                | Thomas Mundt Monika Cassens (Einheit Greifswald / HSG Lok HfV Dresden)   |
| Mixed        | Erfried Michalowsky Petra Michalowsky (Einheit Greifswald)                  | Kai Abraham Jacqueline Bolduan (EBT Berlin)                | Dirk Hickl Petra Tobien (EBT Berlin)                                     |